# Škoda ForCity Plus FCB
Škoda ForCity Plus FCB – seria tramwajów wytwarzana od 2024 r. w czeskich zakładach Škoda Transportation dla Frankfurtu nad Odrą (46T), Chociebuża (47T) i Brandenburgu an der Havel (48T).

## Historia
Małe przedsiębiorstwa komunikacyjne z niemieckich krajów związkowych Brandenburgia i Saksonia, dokładniej z miast Frankfurt nad Odrą, Chociebuż, Brandenburg an der Havel, Schöneiche bei Berlin i Görlitz, przystąpiły w 2012 r. do stworzenia wspólnego planu zakupu nowych wagonów tramwajowych. Po otrzymaniu dofinansowania od rządu Brandenburgii, przewoźnicy z Frankfurtu, Chociebuża i Brandenburgu ogłosiły w 2018 r. wspólny przetarg na dostawę 24 tramwajów (z opcją na 21 kolejnych). 13 wagonów miało trafić do Frankfurtu, siedem do Chociebuża a cztery do Brandenburgu. Tramwaje miały być ujednolicone od strony technicznej i różnić się od siebie w mniejszym lub większym stopniu, w zależności od warunków postawionych przez zamawiających. Jedną z największych różnic jest szerokość nadwozia: w przypadku Chociebuża wynosi ona 2,4 m, a pozostałych dwóch miast 2,3 m (z czym wiąże się mniejsza zdolność przewozowa).

## Konstrukcja
ForCity Plus FCB to częściowo niskopodłogowe, jednokierunkowe wagony tramwajowe z serii ForCity Plus, przystosowane do eksploatacji w systemach wąskotorowych o rozstawie szyn 1000 mm. Każdy z członów tramwaju zamontowano na dwuosiowym wózku, przy czym skrajne wózki są obrotowe i napędowe, środkowy jest sztywny i toczny. Tramwaje są częściowo niskopodłogowe (71%) w części środkowej nadwozia, między wózkami napędowymi. W pierwszym i trzecim członie umieszczono po troje drzwi, z których pierwsze i ostatnie są jednoskrzydłowe a pozostałe dwuskrzydłowe.

## Dostawy
Według pierwotnych planów pierwsze tramwaje miały zostać zakupione w 2020 r. i w związku z tym równolegle planowano wycofać z eksploatacji tramwaje Tatra KT4D (i ich modernizacje). Przetarg wygrały czeskie zakłady Škoda Transportation, ale wynik został zaskarżony do sądu przez innych oferentów. W czerwcu 2020 r. sąd oddalił odwołania i podtrzymał wynik przetargu. Umowę podpisano jednak dopiero w lutym 2021. W grudniu 2022 przewoźnik z Chociebuża zdecydował się skorzystać z prawa opcji i zamówił 15 kolejnych tramwajów.
Prace nad wagonami typu 46T dla Frankfurtu rozpoczęły się w Pilźnie w styczniu 2023 r., a pierwszy (nr 313) został ukończony w marcu 2024 r.. W dniu 10 kwietnia 2024 r. tramwaj ten został dostarczony do Frankfurtu, gdzie od maja rozpoczął jazdy testowe bez pasażerów. W międzyczasie drugi wagon (nr 314) został dostarczony do miasta w lipcu 2024 r., a do końca 2024 r. dostarczono trzy kolejne tramwaje. 
Pierwszy wagon typu 47T został ukończony wiosną 2024 r. i dostarczony do Chociebuża 6 czerwca 2024 r.. Pod koniec 2024 r. do miasta dostarczono drugi wagon, numer 2.
Pierwszy wagon typu 48T (nr 110) został dostarczony do Brandenburgu 18 grudnia 2024 r. Tramwaje mają wejść do ruchu liniowego w drugim kwartale 2025 r., po jazdach próbnych i uzyskaniu homologacji.